# Tenir Airlines
Tenir Arlines is een Kirgizische luchtvaartmaatschappij met haar thuisbasis in Sharjah. De luchtvaartmaatschappij staat op een Europese zwarte lijst. In sommige Europese landen mag de maatschappij daarom niet vliegen.

## Geschiedenis
Tenir Airlines is opgericht in 2005.

## Vloot
De vloot van Tenir Airlines bestaat uit (februari 2007):
- 1 Ilyushin IL-76TD